# لوتي بيك
لوتي بيك (بالإنجليزية: Lottie Beck)‏ هي لاعب كرة قاعدة أمريكية، ولدت في 9 يناير 1929 في جاكسون في الولايات المتحدة، وتوفي بنفس المكان في 17 فبراير 2010.